# Slavko Štimac
Slavko Štimac (Gospić, 15 ottobre 1960) è un attore serbo.

## Filmografia
- La croce di ferro (Cross of Iron), regia di Sam Peckinpah (1977)
- Ti ricordi di Dolly Bell? (Sjecas li se Dolly Bell), regia di Emir Kusturica (1981)
- Battaglione di disciplina (The Misfit Brigade), regia di Gordon Hessler (1987)
- Underground, regia di Emir Kusturica (1995)
- Oxygen, regia di Richard Shepard (1999)
- La vita è un miracolo (Zivot je cudo), regia di Emir Kusturica (2004)
- Darkling (Mrak), regia di Dusan Milic (2022)